# 祖卡雷洛
祖卡雷洛（義大利語：Zuccarello），是意大利萨沃纳省的一个市镇。总面积10.75平方公里，人口356人，人口密度33.1人/平方公里（2009年）。ISTAT代码为009069。